# 耿爱德
耿爱德（德語：Eduard Kann，1880年6月21日—1962年7月30日），又译阚恩，是一名出生于奥匈帝国、长期侨居中国的外籍银行家和钱币收藏家，在二三十年代是上海滩知名的货币金融政策专家，也是当时的奥地利和捷克斯洛伐克侨领，先后出任过奥地利、捷克斯洛伐克在华联谊会（Benevolent Society in China）会长，1949年后移民美国。耿爱德不仅是中国货币制度的研究者，曾经担任过国民政府顾问，还热衷于收藏中国机制硬币，出版有《中国造币史》和《中国币图说汇考》。

## 生平
耿爱德于1880年6月21日出生于奥匈帝国摩拉维亚小镇米斯利茨（今属捷克南波希米亚州，一战末期属德意志南摩拉维亚，二战中属于纳粹德国占领的苏台德区）的犹太裔家庭，父母为伊格纳兹和约翰娜。早年在奥匈帝国首都维也纳接受教育，1901年离开维也纳到一家伦敦银行工作，次年外派中国的支行。到中国后，耿爱德先是受雇于俄亚银行的日本横滨分行，后来改派长春分行工作，1909年晋升为汉口分行代理经理，1910年担任天津分行副经理，并出任天津奥租界工部局董事。在工作之余耿爱德每年都尽量抽出时间回国，并在维也纳结识了妻子玛格丽特，1913年5月25日二人在维也纳城市会堂结为伉俪。
结婚后，耿爱德携夫人到远东工作，1914年第一次世界大战爆发后，耿爱德的祖国奥匈帝国成为俄亚银行所属的俄国交战，因此耿爱德成为俄国银行中的敌国人士，1914年出任长春分行经理时甚至受到当地驻扎的俄国哥萨克生命威胁。1915—1917年不得已辞职定居北京。1915年中国银行开始创办外汇业务时，张嘉璈和陈光甫等人都曾获得耿爱德的指导。1917至1921年间，任职于中法实业银行北平与上海分行以及天津北洋保商银行。20年代任职于中美合资的中华懋业银行，先后在长春、天津等地工作，1921年出任该行总经理。
1925年耿爱德开始在上海自主创业，创办个人独资的闞恩洋行（Kann, E.），曾与梅奥东（E. Mayaudon）合伙，专注于金银交易经纪业务。同行的姚吟舫称其因为担任过中南银行和外国银行的外汇部经理，并且文笔不错，做了掮客之后靠舞文弄墨来抬高身价，自己编印《金融周刊》写业务经验，还出版精装本《中国金融史》（即《中国货币论》）推销给各家银行，当时各家银行都有这本书。1929年国民政府的美籍财政顾问甘末尔提交金本位改革方案，耿爱德则反对直接改为金本位，应当先统一币制为银本位再改革为金本位，也因此财政部在1932年设立“废两改元问题研究会”时将其聘为代表，1933年4月中央造币厂审查委员会成立后出任委员。1935年法币改革后，金银投机受到禁止，耿爱德当时系《商业金融周刊》（Finance & Commerce）记者，兼职做外汇经纪人。1941年底日本向英美宣战并占领上海租界，禁止外汇市场买卖，接管了设在亚洲文会大楼内的周刊社导致周刊停刊，失业后耿爱德将主要精力放在其钱币收藏上。1942年2月底日军以国际间谍的罪名逮捕了一批在上海有影响力的外国侨民，关押一段时间后耿爱德通过与一名日本官员斡旋获释，后来这名日本官员因和侨民表现亲近免职。
1929年耿爱德以奥地利籍记者身份加入皇家亚洲文会北中国支会，1936年在文会就中国货币改革发表演讲，1934年文会成立附属组织上海西人货币会（Numismatic Society of China）后成为组织的积极分子，并于1940年6月17日当选为该会主席。同年5月华人成立的中国泉币学社（The China Numismatic Society）创立，耿爱德在10月致信提议两会合作，11月出席中国泉币学社例会，后来还成为中国泉币学社会员。1942年在被日军释放后，耿爱德继续参加泉币学社例会，他在西人货币会和泉币学社的活动一直延续到1946年。日军接管后上海收藏市场日益萧条，在经济困难下，经营钱币收藏、同时也是泉币学社资助方的麒麟泉币社合伙人平玉麟和杨成麒内讧，结果杨成麒到学社内曝光平玉麟伪造钱币出售给耿爱德在内的中外收藏家的丑闻，事发后耿爱德向日军检举平玉麟导致其因鸦片瘾死于狱中。
1946年时年65岁的耿爱德携妻子赴美游历，1948年6月30日只身返回上海。返回上海后，恰逢金圆券发行，耿爱德在《字林西报》发表在中国的最后一篇文章，建议政府在收缴金银的同时保护古币收藏。由于国民政府在国共内战中节节败退，许多中外人士开始在中国抛售钱币回笼资金，耿爱德趁机接手了许多珍品，其中很多都成为他写书的样本。随着战争局势恶化，妻子屡屡从美国致信催促其离开，但耿爱德一直到1945年5月上海战役前夕才决定离开中国。由于启程匆忙、时间紧迫，虽然耿爱德极力挽救自己的钱币收藏，并为此滞留到解放军入城前的最后一刻，但他还是不得不放弃许多藏品匆匆离开上海。移居美国后，耿爱德开始根据自己多年收藏编著《中国币图说汇考》，1949年开始为加州洛杉矶的洛约拉大学授课3学期，1954年申请入籍，1956年获准，在好莱坞居住直至1962年去世。

## 著作
耿爱德的著作以《中国货币论》和《中国币图说汇考》为主，另外还有许多英文论文结集出版。
《中国货币论》最初是在上海以英文发售，主要讨论中国的金属货币，兼论币材、造币、汇率等问题，尚未提及纸币，“一经出版就成为研究中国混乱币制的权威著作”，立即销售一空，次年再版。《银行周报》专门为其刊登介绍，后来在读者再三请求下，《银行周报》找到耿爱德提出择要翻译，随后便由蔡受百主译，沈籁清、徐寄庼、戴蔼庐等人顾问，先后在《银行周报》刊出《中国银币流通史》《世界银市略史》《中国辅币流通史略》《中国用金状况》《中国铸发铜元之经过》《论上海之外汇交易》《中印间之大条银市》《上海之大条银市》等译文，随后中文版也在初版2年后出版，由于耿爱德又为报社提供新稿，因此中文版相较英文第2版内容“更为新颖丰富”。
《中国币图说汇考》为耿爱德移民美国后的作品，其中的图例大多来自个人收藏，1954年时为了筹措自费出版经费出售了部分收藏，由于销量颇佳，该书于1966年获得再版，迄今仍为中国银元收藏的重要参考书。此外，根据耿爱德的信件，他曾经计划将自己在1957至1958年间发表的46篇论文结集并记录自己所见1800多张纸币出版专著，去世前还将手稿转交纸币收藏家沃爾特·勒布，希望他能够联系刚刚成立的世界纸币协会协助出版，但显然此事不了了之。
除了两部专著外，耿爱德还有很多文章散见于当时的中文金融刊物，《银行周报》《中行月刊》《中央银行月刊》《社会经济月报》有其论文十余篇，其中既有《一九三五年白银潮流中之中国经济状态》这样的时评，也有《中国之通货危机》这样的专业研究。其以英文发表的论文，也有很多在后来结集出版，例如《中国对内公债史》(The History of Chinese's Internal Loan Issues)、《中国造币史》(The History of Minting in China)、《中国金币史》(Coinage of Gold in Chinese)、《中国流亡政府试造币》等等不一而足。其著作中不仅长于货币制度，还留下了大量珍贵的统计信息，为许多后世研究者所引用。美国钱币学会收藏了耿爱德在1949年以后的手稿。

## 收藏
耿爱德收藏中国机制货币长达40多年，在二战后又网罗一批回国外侨的收藏，藏品数量极为丰富，根据自己描述仅吉林银币就收藏有1700多种，《中国币图说汇考》则分251个大类别和553个小类型。在他死后，遗孀委托Quality Sales（也称Kreisberg & Cohen）处理这批钱币，1971年Quality Sales举办了3场拍卖会，第一场拍卖1200枚珍稀钱币，第二场则拍卖产地以新疆为主的535枚钱币，最后一场中有许多藏品都是耿爱德书中同款，然而这些收藏因为当年未受关注而价格较低，直到多年以后才受到市场热捧。
耿爱德是中国银锭最早的收藏家，1954年出版《中国币图说汇考》是为了筹集资金出售给一位要求匿名的买家，直到2011年才有钱商透露可能是曾经担任駐台美國共同安全分署擔任工業教育顧問的大衛·格雷厄姆，这名买家在这批藏品中增加了自己的收藏，后来交由Quality Sales代理，Quality Sales从200多件藏品挑选出保存较好的190件银锭，在1978年以私人协议方式出售给大英博物馆，大英博物馆由此成为中国以外收藏中国银锭最多的博物馆。耿爱德的邮票收藏在1963年2月出售给邮票经销商J·R·休斯。耿爱德也有不少纸币收藏，1971年遗孀直接出售给不知名买家；1995年纽约钱商在洛杉矶旧书店偶然发现其纸币研究文章抽印本及200多张纸币餐品，同年由香港泰星阁公司拍卖；2008年纽约也拍卖了400多张耿爱德纸币；然而根据耿爱德自己的描述，他可能拥有高达1800多张的纸币，这些纸币目前绝大多数下落成谜。